# Пітука тема
Те́ма Пітука — тема в шаховій композиції. Суть теми — в початковій позиції чорний король має три вільних поля, в грі у трьох варіантах циклічно чергуються стратегічні моменти: блокування чорними одного з полів, включення білої фігури на друге поле і пряма атака третього поля.

## Історія
Ідею запропонував у 40-х роках XX століття словацький шаховий композитор Александр Пітук (26.10.1904 — 30.04.2002).
Біля чорного короля є три вільних поля і в рішенні є три варіанти в яких по циклу проходять блокування чорними одного з полів, включення на друге поле білої фігури і пряма атака білою фігурою на матуючому ході третього поля.
Ідея дістала назву — тема Пітука.
|   | a | b | c | d | e | f | g | h |   |
| 8 | b8 білий слон · g8 чорний кінь · b7 білий король · d7 чорний пішак · e7 чорна тура · f7 білий ферзь · h7 чорний пішак · d6 чорний пішак · e6 чорний пішак · f6 чорний слон · a5 біла тура · b5 білий кінь · e5 білий пішак · g5 чорний пішак · c4 чорний пішак · e4 чорний король · c3 біла тура · e3 білий кінь · g3 білий пішак · a2 чорний слон · d2 чорний пішак · f2 білий пішак · d1 білий слон · f1 чорна тура | b8 білий слон · g8 чорний кінь · b7 білий король · d7 чорний пішак · e7 чорна тура · f7 білий ферзь · h7 чорний пішак · d6 чорний пішак · e6 чорний пішак · f6 чорний слон · a5 біла тура · b5 білий кінь · e5 білий пішак · g5 чорний пішак · c4 чорний пішак · e4 чорний король · c3 біла тура · e3 білий кінь · g3 білий пішак · a2 чорний слон · d2 чорний пішак · f2 білий пішак · d1 білий слон · f1 чорна тура | b8 білий слон · g8 чорний кінь · b7 білий король · d7 чорний пішак · e7 чорна тура · f7 білий ферзь · h7 чорний пішак · d6 чорний пішак · e6 чорний пішак · f6 чорний слон · a5 біла тура · b5 білий кінь · e5 білий пішак · g5 чорний пішак · c4 чорний пішак · e4 чорний король · c3 біла тура · e3 білий кінь · g3 білий пішак · a2 чорний слон · d2 чорний пішак · f2 білий пішак · d1 білий слон · f1 чорна тура | b8 білий слон · g8 чорний кінь · b7 білий король · d7 чорний пішак · e7 чорна тура · f7 білий ферзь · h7 чорний пішак · d6 чорний пішак · e6 чорний пішак · f6 чорний слон · a5 біла тура · b5 білий кінь · e5 білий пішак · g5 чорний пішак · c4 чорний пішак · e4 чорний король · c3 біла тура · e3 білий кінь · g3 білий пішак · a2 чорний слон · d2 чорний пішак · f2 білий пішак · d1 білий слон · f1 чорна тура | b8 білий слон · g8 чорний кінь · b7 білий король · d7 чорний пішак · e7 чорна тура · f7 білий ферзь · h7 чорний пішак · d6 чорний пішак · e6 чорний пішак · f6 чорний слон · a5 біла тура · b5 білий кінь · e5 білий пішак · g5 чорний пішак · c4 чорний пішак · e4 чорний король · c3 біла тура · e3 білий кінь · g3 білий пішак · a2 чорний слон · d2 чорний пішак · f2 білий пішак · d1 білий слон · f1 чорна тура | b8 білий слон · g8 чорний кінь · b7 білий король · d7 чорний пішак · e7 чорна тура · f7 білий ферзь · h7 чорний пішак · d6 чорний пішак · e6 чорний пішак · f6 чорний слон · a5 біла тура · b5 білий кінь · e5 білий пішак · g5 чорний пішак · c4 чорний пішак · e4 чорний король · c3 біла тура · e3 білий кінь · g3 білий пішак · a2 чорний слон · d2 чорний пішак · f2 білий пішак · d1 білий слон · f1 чорна тура | b8 білий слон · g8 чорний кінь · b7 білий король · d7 чорний пішак · e7 чорна тура · f7 білий ферзь · h7 чорний пішак · d6 чорний пішак · e6 чорний пішак · f6 чорний слон · a5 біла тура · b5 білий кінь · e5 білий пішак · g5 чорний пішак · c4 чорний пішак · e4 чорний король · c3 біла тура · e3 білий кінь · g3 білий пішак · a2 чорний слон · d2 чорний пішак · f2 білий пішак · d1 білий слон · f1 чорна тура | b8 білий слон · g8 чорний кінь · b7 білий король · d7 чорний пішак · e7 чорна тура · f7 білий ферзь · h7 чорний пішак · d6 чорний пішак · e6 чорний пішак · f6 чорний слон · a5 біла тура · b5 білий кінь · e5 білий пішак · g5 чорний пішак · c4 чорний пішак · e4 чорний король · c3 біла тура · e3 білий кінь · g3 білий пішак · a2 чорний слон · d2 чорний пішак · f2 білий пішак · d1 білий слон · f1 чорна тура | 8 |
| 7 | b8 білий слон · g8 чорний кінь · b7 білий король · d7 чорний пішак · e7 чорна тура · f7 білий ферзь · h7 чорний пішак · d6 чорний пішак · e6 чорний пішак · f6 чорний слон · a5 біла тура · b5 білий кінь · e5 білий пішак · g5 чорний пішак · c4 чорний пішак · e4 чорний король · c3 біла тура · e3 білий кінь · g3 білий пішак · a2 чорний слон · d2 чорний пішак · f2 білий пішак · d1 білий слон · f1 чорна тура | b8 білий слон · g8 чорний кінь · b7 білий король · d7 чорний пішак · e7 чорна тура · f7 білий ферзь · h7 чорний пішак · d6 чорний пішак · e6 чорний пішак · f6 чорний слон · a5 біла тура · b5 білий кінь · e5 білий пішак · g5 чорний пішак · c4 чорний пішак · e4 чорний король · c3 біла тура · e3 білий кінь · g3 білий пішак · a2 чорний слон · d2 чорний пішак · f2 білий пішак · d1 білий слон · f1 чорна тура | b8 білий слон · g8 чорний кінь · b7 білий король · d7 чорний пішак · e7 чорна тура · f7 білий ферзь · h7 чорний пішак · d6 чорний пішак · e6 чорний пішак · f6 чорний слон · a5 біла тура · b5 білий кінь · e5 білий пішак · g5 чорний пішак · c4 чорний пішак · e4 чорний король · c3 біла тура · e3 білий кінь · g3 білий пішак · a2 чорний слон · d2 чорний пішак · f2 білий пішак · d1 білий слон · f1 чорна тура | b8 білий слон · g8 чорний кінь · b7 білий король · d7 чорний пішак · e7 чорна тура · f7 білий ферзь · h7 чорний пішак · d6 чорний пішак · e6 чорний пішак · f6 чорний слон · a5 біла тура · b5 білий кінь · e5 білий пішак · g5 чорний пішак · c4 чорний пішак · e4 чорний король · c3 біла тура · e3 білий кінь · g3 білий пішак · a2 чорний слон · d2 чорний пішак · f2 білий пішак · d1 білий слон · f1 чорна тура | b8 білий слон · g8 чорний кінь · b7 білий король · d7 чорний пішак · e7 чорна тура · f7 білий ферзь · h7 чорний пішак · d6 чорний пішак · e6 чорний пішак · f6 чорний слон · a5 біла тура · b5 білий кінь · e5 білий пішак · g5 чорний пішак · c4 чорний пішак · e4 чорний король · c3 біла тура · e3 білий кінь · g3 білий пішак · a2 чорний слон · d2 чорний пішак · f2 білий пішак · d1 білий слон · f1 чорна тура | b8 білий слон · g8 чорний кінь · b7 білий король · d7 чорний пішак · e7 чорна тура · f7 білий ферзь · h7 чорний пішак · d6 чорний пішак · e6 чорний пішак · f6 чорний слон · a5 біла тура · b5 білий кінь · e5 білий пішак · g5 чорний пішак · c4 чорний пішак · e4 чорний король · c3 біла тура · e3 білий кінь · g3 білий пішак · a2 чорний слон · d2 чорний пішак · f2 білий пішак · d1 білий слон · f1 чорна тура | b8 білий слон · g8 чорний кінь · b7 білий король · d7 чорний пішак · e7 чорна тура · f7 білий ферзь · h7 чорний пішак · d6 чорний пішак · e6 чорний пішак · f6 чорний слон · a5 біла тура · b5 білий кінь · e5 білий пішак · g5 чорний пішак · c4 чорний пішак · e4 чорний король · c3 біла тура · e3 білий кінь · g3 білий пішак · a2 чорний слон · d2 чорний пішак · f2 білий пішак · d1 білий слон · f1 чорна тура | b8 білий слон · g8 чорний кінь · b7 білий король · d7 чорний пішак · e7 чорна тура · f7 білий ферзь · h7 чорний пішак · d6 чорний пішак · e6 чорний пішак · f6 чорний слон · a5 біла тура · b5 білий кінь · e5 білий пішак · g5 чорний пішак · c4 чорний пішак · e4 чорний король · c3 біла тура · e3 білий кінь · g3 білий пішак · a2 чорний слон · d2 чорний пішак · f2 білий пішак · d1 білий слон · f1 чорна тура | 7 |
| 6 | b8 білий слон · g8 чорний кінь · b7 білий король · d7 чорний пішак · e7 чорна тура · f7 білий ферзь · h7 чорний пішак · d6 чорний пішак · e6 чорний пішак · f6 чорний слон · a5 біла тура · b5 білий кінь · e5 білий пішак · g5 чорний пішак · c4 чорний пішак · e4 чорний король · c3 біла тура · e3 білий кінь · g3 білий пішак · a2 чорний слон · d2 чорний пішак · f2 білий пішак · d1 білий слон · f1 чорна тура | b8 білий слон · g8 чорний кінь · b7 білий король · d7 чорний пішак · e7 чорна тура · f7 білий ферзь · h7 чорний пішак · d6 чорний пішак · e6 чорний пішак · f6 чорний слон · a5 біла тура · b5 білий кінь · e5 білий пішак · g5 чорний пішак · c4 чорний пішак · e4 чорний король · c3 біла тура · e3 білий кінь · g3 білий пішак · a2 чорний слон · d2 чорний пішак · f2 білий пішак · d1 білий слон · f1 чорна тура | b8 білий слон · g8 чорний кінь · b7 білий король · d7 чорний пішак · e7 чорна тура · f7 білий ферзь · h7 чорний пішак · d6 чорний пішак · e6 чорний пішак · f6 чорний слон · a5 біла тура · b5 білий кінь · e5 білий пішак · g5 чорний пішак · c4 чорний пішак · e4 чорний король · c3 біла тура · e3 білий кінь · g3 білий пішак · a2 чорний слон · d2 чорний пішак · f2 білий пішак · d1 білий слон · f1 чорна тура | b8 білий слон · g8 чорний кінь · b7 білий король · d7 чорний пішак · e7 чорна тура · f7 білий ферзь · h7 чорний пішак · d6 чорний пішак · e6 чорний пішак · f6 чорний слон · a5 біла тура · b5 білий кінь · e5 білий пішак · g5 чорний пішак · c4 чорний пішак · e4 чорний король · c3 біла тура · e3 білий кінь · g3 білий пішак · a2 чорний слон · d2 чорний пішак · f2 білий пішак · d1 білий слон · f1 чорна тура | b8 білий слон · g8 чорний кінь · b7 білий король · d7 чорний пішак · e7 чорна тура · f7 білий ферзь · h7 чорний пішак · d6 чорний пішак · e6 чорний пішак · f6 чорний слон · a5 біла тура · b5 білий кінь · e5 білий пішак · g5 чорний пішак · c4 чорний пішак · e4 чорний король · c3 біла тура · e3 білий кінь · g3 білий пішак · a2 чорний слон · d2 чорний пішак · f2 білий пішак · d1 білий слон · f1 чорна тура | b8 білий слон · g8 чорний кінь · b7 білий король · d7 чорний пішак · e7 чорна тура · f7 білий ферзь · h7 чорний пішак · d6 чорний пішак · e6 чорний пішак · f6 чорний слон · a5 біла тура · b5 білий кінь · e5 білий пішак · g5 чорний пішак · c4 чорний пішак · e4 чорний король · c3 біла тура · e3 білий кінь · g3 білий пішак · a2 чорний слон · d2 чорний пішак · f2 білий пішак · d1 білий слон · f1 чорна тура | b8 білий слон · g8 чорний кінь · b7 білий король · d7 чорний пішак · e7 чорна тура · f7 білий ферзь · h7 чорний пішак · d6 чорний пішак · e6 чорний пішак · f6 чорний слон · a5 біла тура · b5 білий кінь · e5 білий пішак · g5 чорний пішак · c4 чорний пішак · e4 чорний король · c3 біла тура · e3 білий кінь · g3 білий пішак · a2 чорний слон · d2 чорний пішак · f2 білий пішак · d1 білий слон · f1 чорна тура | b8 білий слон · g8 чорний кінь · b7 білий король · d7 чорний пішак · e7 чорна тура · f7 білий ферзь · h7 чорний пішак · d6 чорний пішак · e6 чорний пішак · f6 чорний слон · a5 біла тура · b5 білий кінь · e5 білий пішак · g5 чорний пішак · c4 чорний пішак · e4 чорний король · c3 біла тура · e3 білий кінь · g3 білий пішак · a2 чорний слон · d2 чорний пішак · f2 білий пішак · d1 білий слон · f1 чорна тура | 6 |
| 5 | b8 білий слон · g8 чорний кінь · b7 білий король · d7 чорний пішак · e7 чорна тура · f7 білий ферзь · h7 чорний пішак · d6 чорний пішак · e6 чорний пішак · f6 чорний слон · a5 біла тура · b5 білий кінь · e5 білий пішак · g5 чорний пішак · c4 чорний пішак · e4 чорний король · c3 біла тура · e3 білий кінь · g3 білий пішак · a2 чорний слон · d2 чорний пішак · f2 білий пішак · d1 білий слон · f1 чорна тура | b8 білий слон · g8 чорний кінь · b7 білий король · d7 чорний пішак · e7 чорна тура · f7 білий ферзь · h7 чорний пішак · d6 чорний пішак · e6 чорний пішак · f6 чорний слон · a5 біла тура · b5 білий кінь · e5 білий пішак · g5 чорний пішак · c4 чорний пішак · e4 чорний король · c3 біла тура · e3 білий кінь · g3 білий пішак · a2 чорний слон · d2 чорний пішак · f2 білий пішак · d1 білий слон · f1 чорна тура | b8 білий слон · g8 чорний кінь · b7 білий король · d7 чорний пішак · e7 чорна тура · f7 білий ферзь · h7 чорний пішак · d6 чорний пішак · e6 чорний пішак · f6 чорний слон · a5 біла тура · b5 білий кінь · e5 білий пішак · g5 чорний пішак · c4 чорний пішак · e4 чорний король · c3 біла тура · e3 білий кінь · g3 білий пішак · a2 чорний слон · d2 чорний пішак · f2 білий пішак · d1 білий слон · f1 чорна тура | b8 білий слон · g8 чорний кінь · b7 білий король · d7 чорний пішак · e7 чорна тура · f7 білий ферзь · h7 чорний пішак · d6 чорний пішак · e6 чорний пішак · f6 чорний слон · a5 біла тура · b5 білий кінь · e5 білий пішак · g5 чорний пішак · c4 чорний пішак · e4 чорний король · c3 біла тура · e3 білий кінь · g3 білий пішак · a2 чорний слон · d2 чорний пішак · f2 білий пішак · d1 білий слон · f1 чорна тура | b8 білий слон · g8 чорний кінь · b7 білий король · d7 чорний пішак · e7 чорна тура · f7 білий ферзь · h7 чорний пішак · d6 чорний пішак · e6 чорний пішак · f6 чорний слон · a5 біла тура · b5 білий кінь · e5 білий пішак · g5 чорний пішак · c4 чорний пішак · e4 чорний король · c3 біла тура · e3 білий кінь · g3 білий пішак · a2 чорний слон · d2 чорний пішак · f2 білий пішак · d1 білий слон · f1 чорна тура | b8 білий слон · g8 чорний кінь · b7 білий король · d7 чорний пішак · e7 чорна тура · f7 білий ферзь · h7 чорний пішак · d6 чорний пішак · e6 чорний пішак · f6 чорний слон · a5 біла тура · b5 білий кінь · e5 білий пішак · g5 чорний пішак · c4 чорний пішак · e4 чорний король · c3 біла тура · e3 білий кінь · g3 білий пішак · a2 чорний слон · d2 чорний пішак · f2 білий пішак · d1 білий слон · f1 чорна тура | b8 білий слон · g8 чорний кінь · b7 білий король · d7 чорний пішак · e7 чорна тура · f7 білий ферзь · h7 чорний пішак · d6 чорний пішак · e6 чорний пішак · f6 чорний слон · a5 біла тура · b5 білий кінь · e5 білий пішак · g5 чорний пішак · c4 чорний пішак · e4 чорний король · c3 біла тура · e3 білий кінь · g3 білий пішак · a2 чорний слон · d2 чорний пішак · f2 білий пішак · d1 білий слон · f1 чорна тура | b8 білий слон · g8 чорний кінь · b7 білий король · d7 чорний пішак · e7 чорна тура · f7 білий ферзь · h7 чорний пішак · d6 чорний пішак · e6 чорний пішак · f6 чорний слон · a5 біла тура · b5 білий кінь · e5 білий пішак · g5 чорний пішак · c4 чорний пішак · e4 чорний король · c3 біла тура · e3 білий кінь · g3 білий пішак · a2 чорний слон · d2 чорний пішак · f2 білий пішак · d1 білий слон · f1 чорна тура | 5 |
| 4 | b8 білий слон · g8 чорний кінь · b7 білий король · d7 чорний пішак · e7 чорна тура · f7 білий ферзь · h7 чорний пішак · d6 чорний пішак · e6 чорний пішак · f6 чорний слон · a5 біла тура · b5 білий кінь · e5 білий пішак · g5 чорний пішак · c4 чорний пішак · e4 чорний король · c3 біла тура · e3 білий кінь · g3 білий пішак · a2 чорний слон · d2 чорний пішак · f2 білий пішак · d1 білий слон · f1 чорна тура | b8 білий слон · g8 чорний кінь · b7 білий король · d7 чорний пішак · e7 чорна тура · f7 білий ферзь · h7 чорний пішак · d6 чорний пішак · e6 чорний пішак · f6 чорний слон · a5 біла тура · b5 білий кінь · e5 білий пішак · g5 чорний пішак · c4 чорний пішак · e4 чорний король · c3 біла тура · e3 білий кінь · g3 білий пішак · a2 чорний слон · d2 чорний пішак · f2 білий пішак · d1 білий слон · f1 чорна тура | b8 білий слон · g8 чорний кінь · b7 білий король · d7 чорний пішак · e7 чорна тура · f7 білий ферзь · h7 чорний пішак · d6 чорний пішак · e6 чорний пішак · f6 чорний слон · a5 біла тура · b5 білий кінь · e5 білий пішак · g5 чорний пішак · c4 чорний пішак · e4 чорний король · c3 біла тура · e3 білий кінь · g3 білий пішак · a2 чорний слон · d2 чорний пішак · f2 білий пішак · d1 білий слон · f1 чорна тура | b8 білий слон · g8 чорний кінь · b7 білий король · d7 чорний пішак · e7 чорна тура · f7 білий ферзь · h7 чорний пішак · d6 чорний пішак · e6 чорний пішак · f6 чорний слон · a5 біла тура · b5 білий кінь · e5 білий пішак · g5 чорний пішак · c4 чорний пішак · e4 чорний король · c3 біла тура · e3 білий кінь · g3 білий пішак · a2 чорний слон · d2 чорний пішак · f2 білий пішак · d1 білий слон · f1 чорна тура | b8 білий слон · g8 чорний кінь · b7 білий король · d7 чорний пішак · e7 чорна тура · f7 білий ферзь · h7 чорний пішак · d6 чорний пішак · e6 чорний пішак · f6 чорний слон · a5 біла тура · b5 білий кінь · e5 білий пішак · g5 чорний пішак · c4 чорний пішак · e4 чорний король · c3 біла тура · e3 білий кінь · g3 білий пішак · a2 чорний слон · d2 чорний пішак · f2 білий пішак · d1 білий слон · f1 чорна тура | b8 білий слон · g8 чорний кінь · b7 білий король · d7 чорний пішак · e7 чорна тура · f7 білий ферзь · h7 чорний пішак · d6 чорний пішак · e6 чорний пішак · f6 чорний слон · a5 біла тура · b5 білий кінь · e5 білий пішак · g5 чорний пішак · c4 чорний пішак · e4 чорний король · c3 біла тура · e3 білий кінь · g3 білий пішак · a2 чорний слон · d2 чорний пішак · f2 білий пішак · d1 білий слон · f1 чорна тура | b8 білий слон · g8 чорний кінь · b7 білий король · d7 чорний пішак · e7 чорна тура · f7 білий ферзь · h7 чорний пішак · d6 чорний пішак · e6 чорний пішак · f6 чорний слон · a5 біла тура · b5 білий кінь · e5 білий пішак · g5 чорний пішак · c4 чорний пішак · e4 чорний король · c3 біла тура · e3 білий кінь · g3 білий пішак · a2 чорний слон · d2 чорний пішак · f2 білий пішак · d1 білий слон · f1 чорна тура | b8 білий слон · g8 чорний кінь · b7 білий король · d7 чорний пішак · e7 чорна тура · f7 білий ферзь · h7 чорний пішак · d6 чорний пішак · e6 чорний пішак · f6 чорний слон · a5 біла тура · b5 білий кінь · e5 білий пішак · g5 чорний пішак · c4 чорний пішак · e4 чорний король · c3 біла тура · e3 білий кінь · g3 білий пішак · a2 чорний слон · d2 чорний пішак · f2 білий пішак · d1 білий слон · f1 чорна тура | 4 |
| 3 | b8 білий слон · g8 чорний кінь · b7 білий король · d7 чорний пішак · e7 чорна тура · f7 білий ферзь · h7 чорний пішак · d6 чорний пішак · e6 чорний пішак · f6 чорний слон · a5 біла тура · b5 білий кінь · e5 білий пішак · g5 чорний пішак · c4 чорний пішак · e4 чорний король · c3 біла тура · e3 білий кінь · g3 білий пішак · a2 чорний слон · d2 чорний пішак · f2 білий пішак · d1 білий слон · f1 чорна тура | b8 білий слон · g8 чорний кінь · b7 білий король · d7 чорний пішак · e7 чорна тура · f7 білий ферзь · h7 чорний пішак · d6 чорний пішак · e6 чорний пішак · f6 чорний слон · a5 біла тура · b5 білий кінь · e5 білий пішак · g5 чорний пішак · c4 чорний пішак · e4 чорний король · c3 біла тура · e3 білий кінь · g3 білий пішак · a2 чорний слон · d2 чорний пішак · f2 білий пішак · d1 білий слон · f1 чорна тура | b8 білий слон · g8 чорний кінь · b7 білий король · d7 чорний пішак · e7 чорна тура · f7 білий ферзь · h7 чорний пішак · d6 чорний пішак · e6 чорний пішак · f6 чорний слон · a5 біла тура · b5 білий кінь · e5 білий пішак · g5 чорний пішак · c4 чорний пішак · e4 чорний король · c3 біла тура · e3 білий кінь · g3 білий пішак · a2 чорний слон · d2 чорний пішак · f2 білий пішак · d1 білий слон · f1 чорна тура | b8 білий слон · g8 чорний кінь · b7 білий король · d7 чорний пішак · e7 чорна тура · f7 білий ферзь · h7 чорний пішак · d6 чорний пішак · e6 чорний пішак · f6 чорний слон · a5 біла тура · b5 білий кінь · e5 білий пішак · g5 чорний пішак · c4 чорний пішак · e4 чорний король · c3 біла тура · e3 білий кінь · g3 білий пішак · a2 чорний слон · d2 чорний пішак · f2 білий пішак · d1 білий слон · f1 чорна тура | b8 білий слон · g8 чорний кінь · b7 білий король · d7 чорний пішак · e7 чорна тура · f7 білий ферзь · h7 чорний пішак · d6 чорний пішак · e6 чорний пішак · f6 чорний слон · a5 біла тура · b5 білий кінь · e5 білий пішак · g5 чорний пішак · c4 чорний пішак · e4 чорний король · c3 біла тура · e3 білий кінь · g3 білий пішак · a2 чорний слон · d2 чорний пішак · f2 білий пішак · d1 білий слон · f1 чорна тура | b8 білий слон · g8 чорний кінь · b7 білий король · d7 чорний пішак · e7 чорна тура · f7 білий ферзь · h7 чорний пішак · d6 чорний пішак · e6 чорний пішак · f6 чорний слон · a5 біла тура · b5 білий кінь · e5 білий пішак · g5 чорний пішак · c4 чорний пішак · e4 чорний король · c3 біла тура · e3 білий кінь · g3 білий пішак · a2 чорний слон · d2 чорний пішак · f2 білий пішак · d1 білий слон · f1 чорна тура | b8 білий слон · g8 чорний кінь · b7 білий король · d7 чорний пішак · e7 чорна тура · f7 білий ферзь · h7 чорний пішак · d6 чорний пішак · e6 чорний пішак · f6 чорний слон · a5 біла тура · b5 білий кінь · e5 білий пішак · g5 чорний пішак · c4 чорний пішак · e4 чорний король · c3 біла тура · e3 білий кінь · g3 білий пішак · a2 чорний слон · d2 чорний пішак · f2 білий пішак · d1 білий слон · f1 чорна тура | b8 білий слон · g8 чорний кінь · b7 білий король · d7 чорний пішак · e7 чорна тура · f7 білий ферзь · h7 чорний пішак · d6 чорний пішак · e6 чорний пішак · f6 чорний слон · a5 біла тура · b5 білий кінь · e5 білий пішак · g5 чорний пішак · c4 чорний пішак · e4 чорний король · c3 біла тура · e3 білий кінь · g3 білий пішак · a2 чорний слон · d2 чорний пішак · f2 білий пішак · d1 білий слон · f1 чорна тура | 3 |
| 2 | b8 білий слон · g8 чорний кінь · b7 білий король · d7 чорний пішак · e7 чорна тура · f7 білий ферзь · h7 чорний пішак · d6 чорний пішак · e6 чорний пішак · f6 чорний слон · a5 біла тура · b5 білий кінь · e5 білий пішак · g5 чорний пішак · c4 чорний пішак · e4 чорний король · c3 біла тура · e3 білий кінь · g3 білий пішак · a2 чорний слон · d2 чорний пішак · f2 білий пішак · d1 білий слон · f1 чорна тура | b8 білий слон · g8 чорний кінь · b7 білий король · d7 чорний пішак · e7 чорна тура · f7 білий ферзь · h7 чорний пішак · d6 чорний пішак · e6 чорний пішак · f6 чорний слон · a5 біла тура · b5 білий кінь · e5 білий пішак · g5 чорний пішак · c4 чорний пішак · e4 чорний король · c3 біла тура · e3 білий кінь · g3 білий пішак · a2 чорний слон · d2 чорний пішак · f2 білий пішак · d1 білий слон · f1 чорна тура | b8 білий слон · g8 чорний кінь · b7 білий король · d7 чорний пішак · e7 чорна тура · f7 білий ферзь · h7 чорний пішак · d6 чорний пішак · e6 чорний пішак · f6 чорний слон · a5 біла тура · b5 білий кінь · e5 білий пішак · g5 чорний пішак · c4 чорний пішак · e4 чорний король · c3 біла тура · e3 білий кінь · g3 білий пішак · a2 чорний слон · d2 чорний пішак · f2 білий пішак · d1 білий слон · f1 чорна тура | b8 білий слон · g8 чорний кінь · b7 білий король · d7 чорний пішак · e7 чорна тура · f7 білий ферзь · h7 чорний пішак · d6 чорний пішак · e6 чорний пішак · f6 чорний слон · a5 біла тура · b5 білий кінь · e5 білий пішак · g5 чорний пішак · c4 чорний пішак · e4 чорний король · c3 біла тура · e3 білий кінь · g3 білий пішак · a2 чорний слон · d2 чорний пішак · f2 білий пішак · d1 білий слон · f1 чорна тура | b8 білий слон · g8 чорний кінь · b7 білий король · d7 чорний пішак · e7 чорна тура · f7 білий ферзь · h7 чорний пішак · d6 чорний пішак · e6 чорний пішак · f6 чорний слон · a5 біла тура · b5 білий кінь · e5 білий пішак · g5 чорний пішак · c4 чорний пішак · e4 чорний король · c3 біла тура · e3 білий кінь · g3 білий пішак · a2 чорний слон · d2 чорний пішак · f2 білий пішак · d1 білий слон · f1 чорна тура | b8 білий слон · g8 чорний кінь · b7 білий король · d7 чорний пішак · e7 чорна тура · f7 білий ферзь · h7 чорний пішак · d6 чорний пішак · e6 чорний пішак · f6 чорний слон · a5 біла тура · b5 білий кінь · e5 білий пішак · g5 чорний пішак · c4 чорний пішак · e4 чорний король · c3 біла тура · e3 білий кінь · g3 білий пішак · a2 чорний слон · d2 чорний пішак · f2 білий пішак · d1 білий слон · f1 чорна тура | b8 білий слон · g8 чорний кінь · b7 білий король · d7 чорний пішак · e7 чорна тура · f7 білий ферзь · h7 чорний пішак · d6 чорний пішак · e6 чорний пішак · f6 чорний слон · a5 біла тура · b5 білий кінь · e5 білий пішак · g5 чорний пішак · c4 чорний пішак · e4 чорний король · c3 біла тура · e3 білий кінь · g3 білий пішак · a2 чорний слон · d2 чорний пішак · f2 білий пішак · d1 білий слон · f1 чорна тура | b8 білий слон · g8 чорний кінь · b7 білий король · d7 чорний пішак · e7 чорна тура · f7 білий ферзь · h7 чорний пішак · d6 чорний пішак · e6 чорний пішак · f6 чорний слон · a5 біла тура · b5 білий кінь · e5 білий пішак · g5 чорний пішак · c4 чорний пішак · e4 чорний король · c3 біла тура · e3 білий кінь · g3 білий пішак · a2 чорний слон · d2 чорний пішак · f2 білий пішак · d1 білий слон · f1 чорна тура | 2 |
| 1 | b8 білий слон · g8 чорний кінь · b7 білий король · d7 чорний пішак · e7 чорна тура · f7 білий ферзь · h7 чорний пішак · d6 чорний пішак · e6 чорний пішак · f6 чорний слон · a5 біла тура · b5 білий кінь · e5 білий пішак · g5 чорний пішак · c4 чорний пішак · e4 чорний король · c3 біла тура · e3 білий кінь · g3 білий пішак · a2 чорний слон · d2 чорний пішак · f2 білий пішак · d1 білий слон · f1 чорна тура | b8 білий слон · g8 чорний кінь · b7 білий король · d7 чорний пішак · e7 чорна тура · f7 білий ферзь · h7 чорний пішак · d6 чорний пішак · e6 чорний пішак · f6 чорний слон · a5 біла тура · b5 білий кінь · e5 білий пішак · g5 чорний пішак · c4 чорний пішак · e4 чорний король · c3 біла тура · e3 білий кінь · g3 білий пішак · a2 чорний слон · d2 чорний пішак · f2 білий пішак · d1 білий слон · f1 чорна тура | b8 білий слон · g8 чорний кінь · b7 білий король · d7 чорний пішак · e7 чорна тура · f7 білий ферзь · h7 чорний пішак · d6 чорний пішак · e6 чорний пішак · f6 чорний слон · a5 біла тура · b5 білий кінь · e5 білий пішак · g5 чорний пішак · c4 чорний пішак · e4 чорний король · c3 біла тура · e3 білий кінь · g3 білий пішак · a2 чорний слон · d2 чорний пішак · f2 білий пішак · d1 білий слон · f1 чорна тура | b8 білий слон · g8 чорний кінь · b7 білий король · d7 чорний пішак · e7 чорна тура · f7 білий ферзь · h7 чорний пішак · d6 чорний пішак · e6 чорний пішак · f6 чорний слон · a5 біла тура · b5 білий кінь · e5 білий пішак · g5 чорний пішак · c4 чорний пішак · e4 чорний король · c3 біла тура · e3 білий кінь · g3 білий пішак · a2 чорний слон · d2 чорний пішак · f2 білий пішак · d1 білий слон · f1 чорна тура | b8 білий слон · g8 чорний кінь · b7 білий король · d7 чорний пішак · e7 чорна тура · f7 білий ферзь · h7 чорний пішак · d6 чорний пішак · e6 чорний пішак · f6 чорний слон · a5 біла тура · b5 білий кінь · e5 білий пішак · g5 чорний пішак · c4 чорний пішак · e4 чорний король · c3 біла тура · e3 білий кінь · g3 білий пішак · a2 чорний слон · d2 чорний пішак · f2 білий пішак · d1 білий слон · f1 чорна тура | b8 білий слон · g8 чорний кінь · b7 білий король · d7 чорний пішак · e7 чорна тура · f7 білий ферзь · h7 чорний пішак · d6 чорний пішак · e6 чорний пішак · f6 чорний слон · a5 біла тура · b5 білий кінь · e5 білий пішак · g5 чорний пішак · c4 чорний пішак · e4 чорний король · c3 біла тура · e3 білий кінь · g3 білий пішак · a2 чорний слон · d2 чорний пішак · f2 білий пішак · d1 білий слон · f1 чорна тура | b8 білий слон · g8 чорний кінь · b7 білий король · d7 чорний пішак · e7 чорна тура · f7 білий ферзь · h7 чорний пішак · d6 чорний пішак · e6 чорний пішак · f6 чорний слон · a5 біла тура · b5 білий кінь · e5 білий пішак · g5 чорний пішак · c4 чорний пішак · e4 чорний король · c3 біла тура · e3 білий кінь · g3 білий пішак · a2 чорний слон · d2 чорний пішак · f2 білий пішак · d1 білий слон · f1 чорна тура | b8 білий слон · g8 чорний кінь · b7 білий король · d7 чорний пішак · e7 чорна тура · f7 білий ферзь · h7 чорний пішак · d6 чорний пішак · e6 чорний пішак · f6 чорний слон · a5 біла тура · b5 білий кінь · e5 білий пішак · g5 чорний пішак · c4 чорний пішак · e4 чорний король · c3 біла тура · e3 білий кінь · g3 білий пішак · a2 чорний слон · d2 чорний пішак · f2 білий пішак · d1 білий слон · f1 чорна тура | 1 |
|   | a | b | c | d | e | f | g | h |   |

FEN: 1B4n1/1K1prQ1p/3ppb2/RN2P1p1/2p1k3/2R1N1P1/b2p1P2/3B1r2
1. Sf5! ~ 2. Sbd6#
1. ... d5  2. Bc2#
1. ... Be5 2. Bc2#
1. ... ef   2. Re3#